# Cremenea, Cluj
Cremenea (în maghiară Keménye) este un sat în comuna Bobâlna din județul Cluj, Transilvania, România.

## Lăcașuri de cult
În Cremenea se găsește o biserică de lemn, datată 1627. Biserica poartă hramul "Sf. Arhangheli Mihail și Gavril", are picturi interioare din 1758 și este declarată monument istoric.

## Imagini

Intrarea în localitate
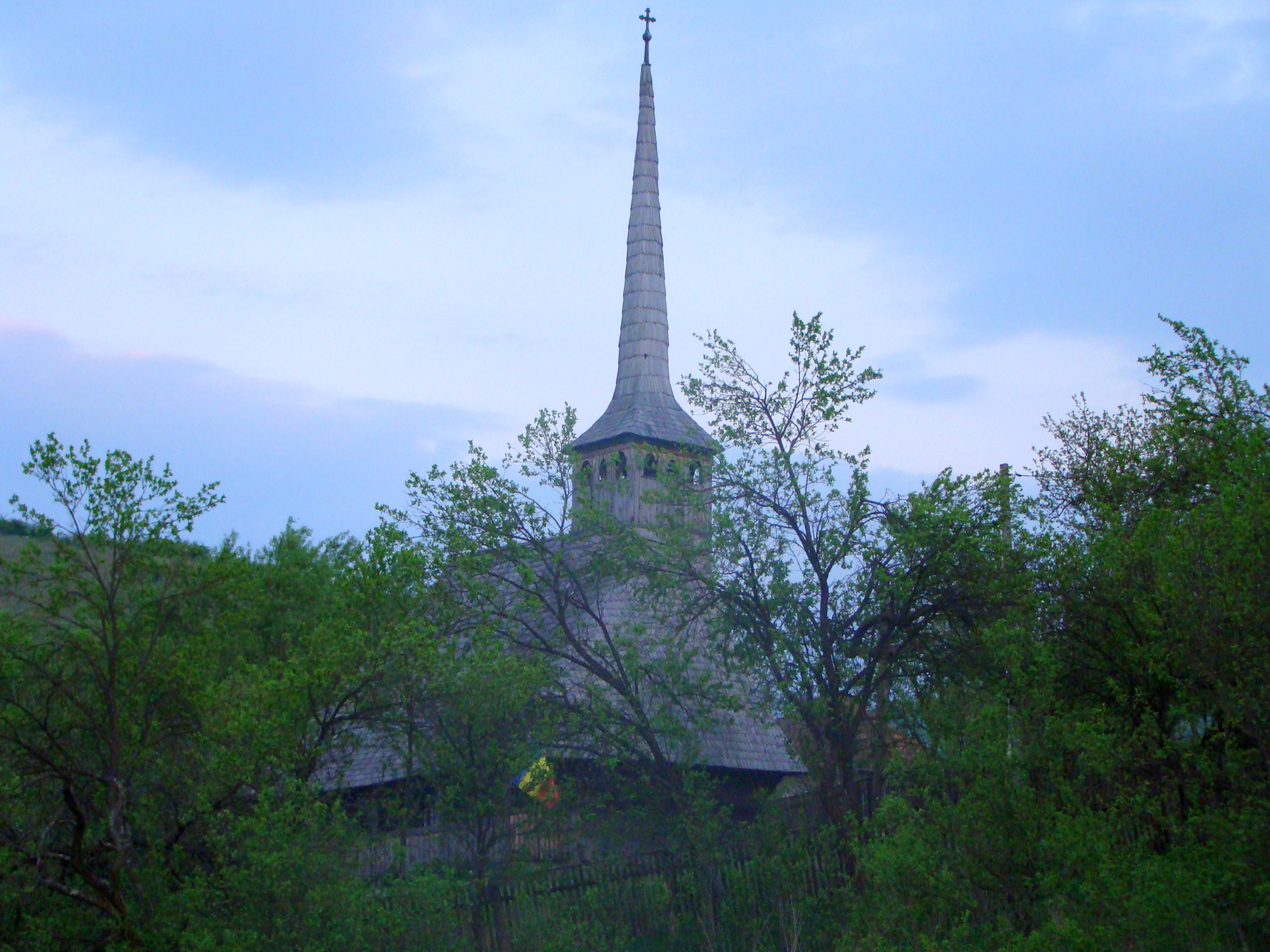
Biserica de lemn (monument istoric)
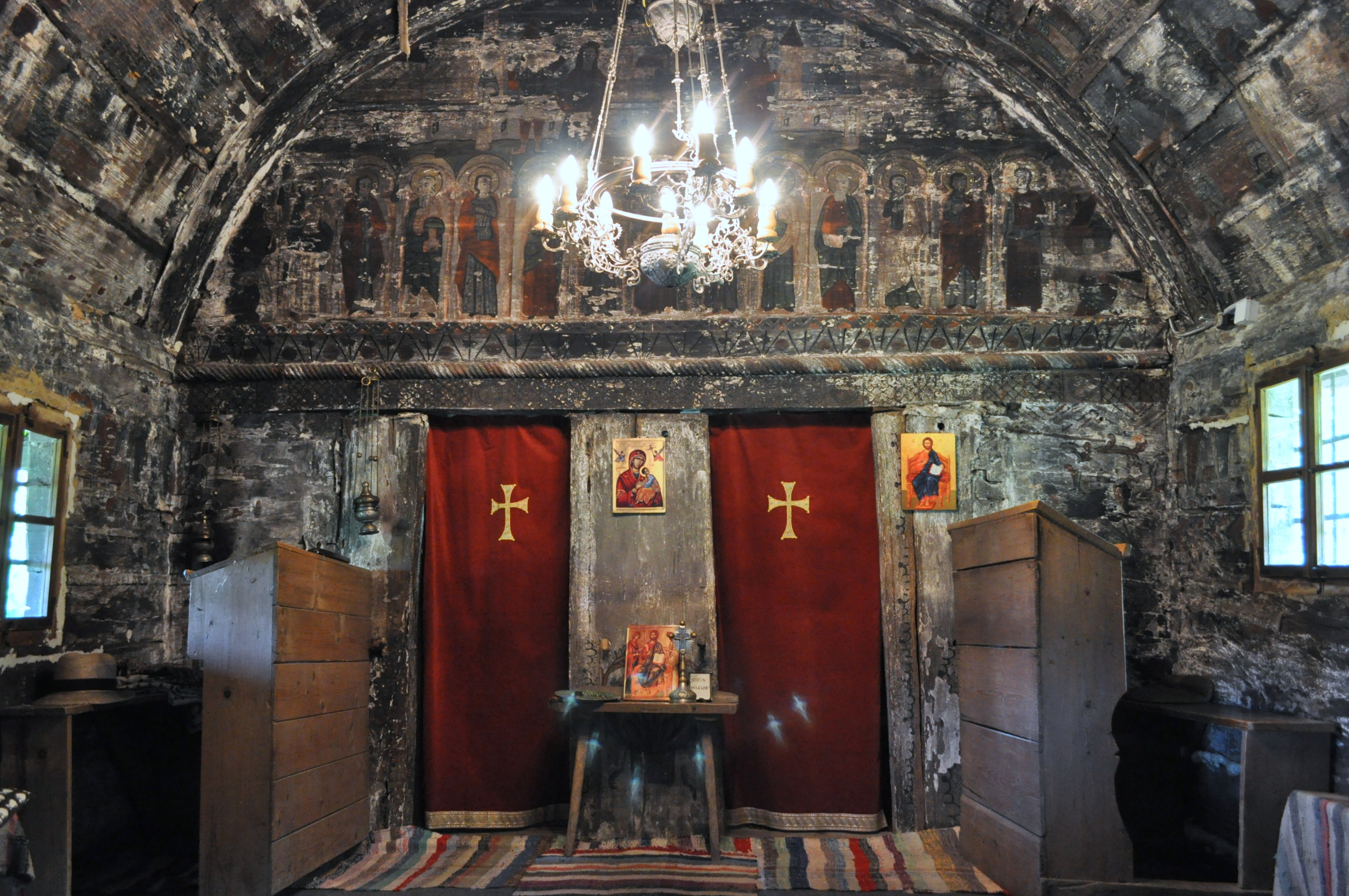
Biserica de lemn (monument istoric)
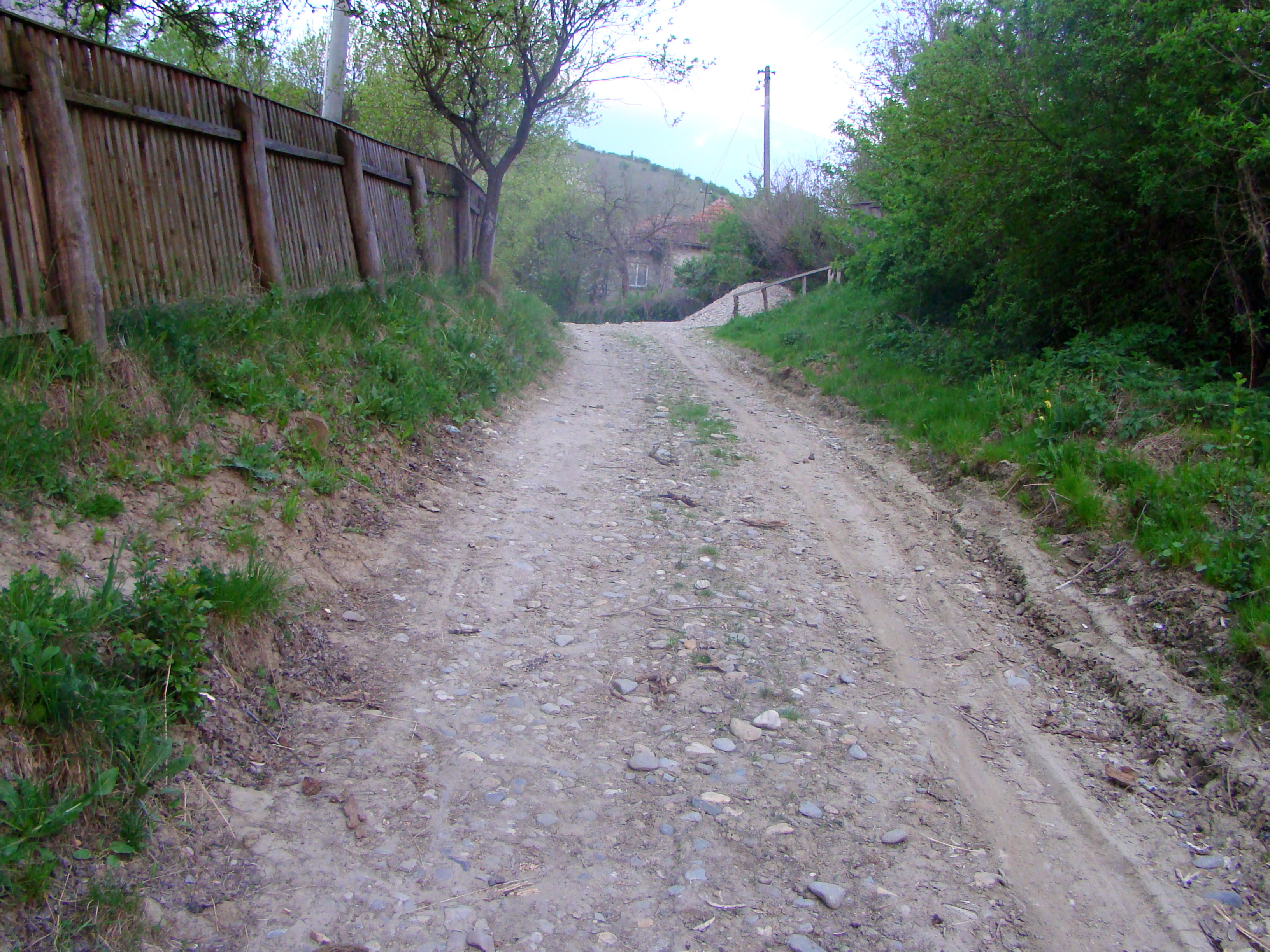
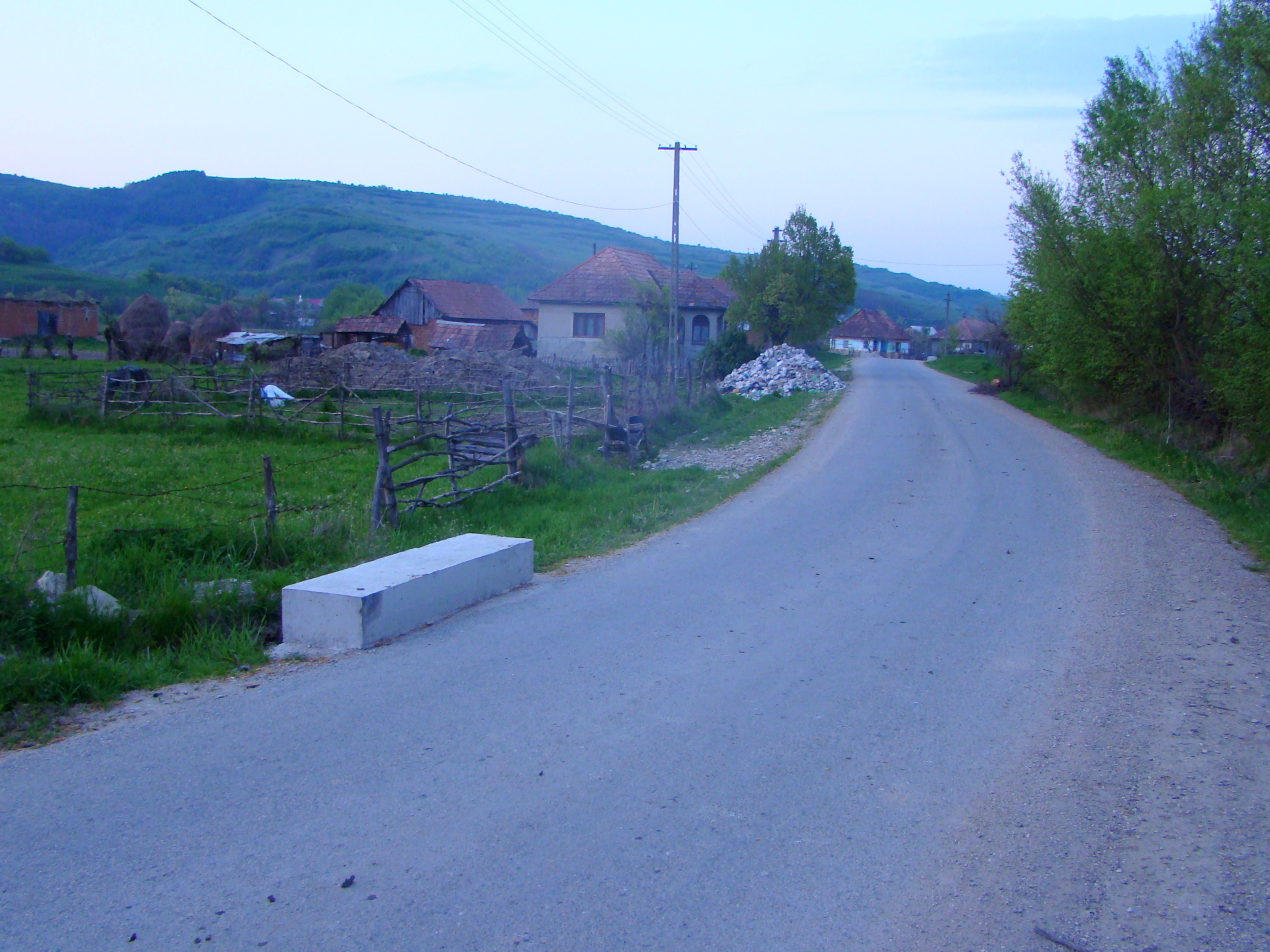